# More plains
More Plains (« Plaines de More » en français), appelés aussi Moore, Morey ou Murray Plains, et connus localement sous le nom de Kiang Chu Thang (ce qui signifie « plaine où le kiang (âne sauvage du Tibet) ne trouve pas d'eau »), sont un plateau du Ladakh, dans le nord de l'Inde, traversés par la route nationale (dite autoroute) Leh–Manali.
More plains est traversé sur 40 km par la route entre Leh et Pang. Le plateau a une altitude moyenne de 4 800 mètres. La route est bordée de belles montagnes des deux côtés. À certains endroits, elle longe la rivière Sumkhel Lungpa, qui présente d'étonnantes formations naturelles de sable et de roche.
La région de More plains commence après avoir parcouru environ 4 km de route en montée de Pang vers le col de Taglang La. La route est principalement en plaine pendant environ 35 km, avant de commencer à monter à nouveau vers Tanglang La. Cette région est une attraction majeure pour les motards qui se dirigent vers Leh depuis Manali. La Border Roads Organisation de l'armée indienne a converti la route en deux voies, une dans chaque direction.
La région n'est ni peuplée ni développée.

## Galerie

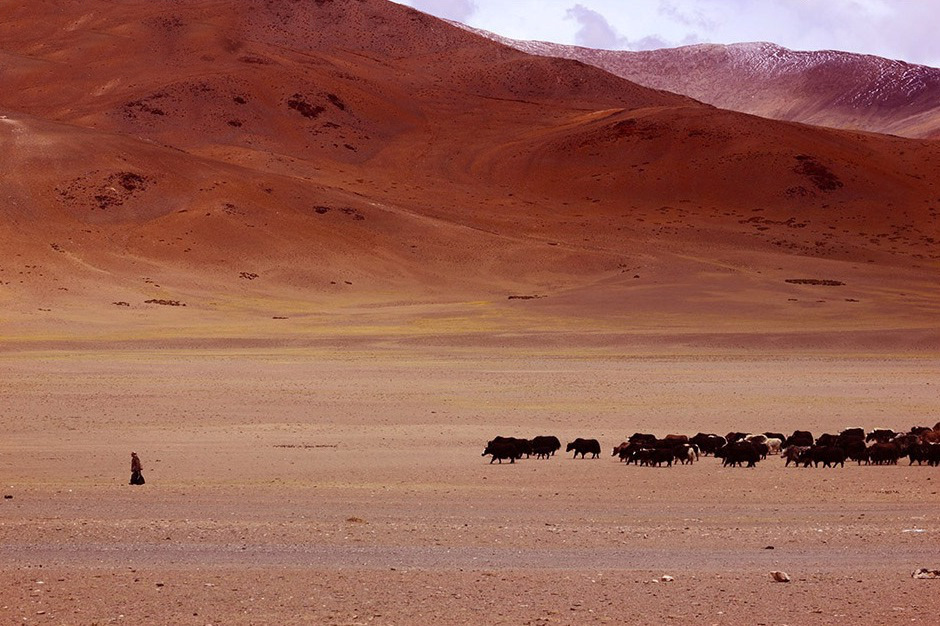
Nomade changpa menant un troupeau de yacks sur le plateau Monre plain, en bordure de l'autoroute Manali-Leh.
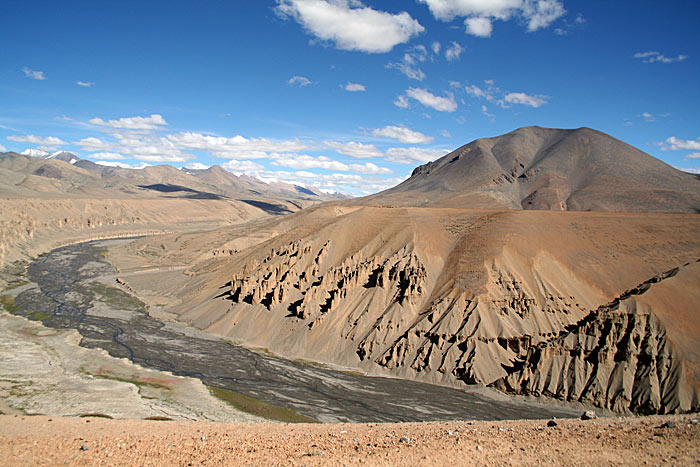
Formations naturelles de roches et de sable.
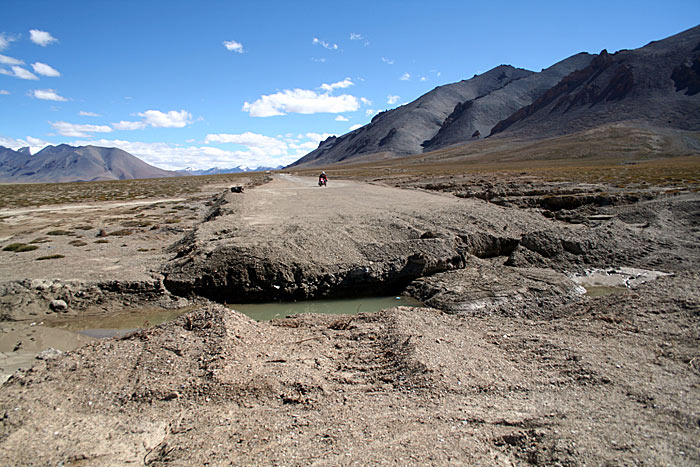
Rupture inattendue de la route....